# Multiindex
In der Mathematik fasst man häufig mehrere Indizes zu einem einzigen Multiindex zusammen. Formal gesehen ist ein Multiindex {\displaystyle {\boldsymbol {\alpha }}=(\alpha _{1},\ldots ,\alpha _{n})} ein Tupel natürlicher Zahlen.
Verallgemeinert man Formeln von einer Variable auf mehrere Variablen, so ist es aus notationstechnischen Gründen meist sinnvoll, die Multiindexschreibweise zu verwenden. Ein Beispiel wäre, eine Potenzreihe mit einer Veränderlichen auf Mehrfachpotenzreihen umzuschreiben. Multiindizes werden häufig in der mehrdimensionalen Analysis und Theorie der Distributionen verwendet.

## Konventionen der Multiindex-Schreibweise
In diesem Abschnitt seien {\displaystyle {\boldsymbol {\alpha }}=(\alpha _{1},\ldots ,\alpha _{n}),\ {\boldsymbol {k}}=(k_{1},\ldots ,k_{n}),\ {\boldsymbol {\ell }}=(\ell _{1},\ldots ,\ell _{n})\in \mathbb {N} _{0}^{n}} jeweils {\displaystyle n}-Tupel natürlicher Zahlen. Für die Multiindex-Schreibweise werden üblicherweise die folgenden Konventionen vereinbart:
{\displaystyle {\begin{array}{ccl}{\boldsymbol {k}}={\boldsymbol {\ell }}&\iff &k_{1}=\ell _{1}\;,\;\ldots \;,\;k_{n}=\ell _{n}\\\\{\boldsymbol {k}}\leq {\boldsymbol {\ell }}&\iff &k_{1}\leq \ell _{1}\;,\;\ldots \;,\;k_{n}\leq \ell _{n}\\\\{\boldsymbol {k}}+{\boldsymbol {\ell }}&:=&(k_{1}+\ell _{1}\;,\;\ldots \;,\;k_{n}+\ell _{n})\\\\{\boldsymbol {k}}!&:=&k_{1}!\cdots k_{n}!\\\\{{\boldsymbol {\alpha }} \choose {\boldsymbol {k}}}&:=&{\frac {{\boldsymbol {\alpha }}!}{({\boldsymbol {\alpha -k}})!\,{\boldsymbol {k}}!}}={\alpha _{1} \choose k_{1}}\cdots {\alpha _{n} \choose k_{n}}\\\\|{\boldsymbol {k}}|&:=&k_{1}+\cdots +k_{n}\\\\{\boldsymbol {x}}^{\boldsymbol {k}}&:=&x_{1}^{k_{1}}\cdots x_{n}^{k_{n}}\\\\{\boldsymbol {D}}^{\boldsymbol {k}}&:=&D_{1}^{k_{1}}\cdots D_{n}^{k_{n}}\,,\end{array}}}
wobei {\displaystyle {\boldsymbol {x}}\in \mathbb {C} ^{n}} und {\displaystyle {\boldsymbol {D}}} einen Differentialoperator bezeichnet.

## Anwendungsbeispiele

### Potenzreihe
Eine Mehrfachpotenzreihe {\displaystyle \sum _{k_{1}\geq 0}\cdots \sum _{k_{n}\geq 0}a_{k_{1},\ldots ,k_{n}}(z_{1}-z_{1}^{o})^{k_{1}}\cdots (z_{n}-z_{n}^{o})^{k_{n}}} 
lässt sich kurz schreiben als {\displaystyle \sum _{{\boldsymbol {k}}\geq 0}a_{\boldsymbol {k}}({\boldsymbol {z}}-{\boldsymbol {z}}^{o})^{\boldsymbol {k}}}.

### Potenzfunktion
Ist {\displaystyle {\boldsymbol {x}}\in \mathbb {R} ^{n}} und sind {\displaystyle {\boldsymbol {k}},{\boldsymbol {m}}\in \mathbb {N} ^{n}}, so gilt
{\displaystyle {\boldsymbol {D}}^{\boldsymbol {k}}{\frac {{\boldsymbol {x}}^{\boldsymbol {m}}}{{\boldsymbol {m}}!}}={\frac {{\boldsymbol {x}}^{{\boldsymbol {m}}-{\boldsymbol {k}}}}{({\boldsymbol {m}}-{\boldsymbol {k}})!}}} und 
{\displaystyle {\boldsymbol {D}}^{\boldsymbol {k}}{\frac {|{\boldsymbol {x}}|^{m}}{m!}}={\frac {|{\boldsymbol {x}}|^{m-|{\boldsymbol {k}}|}}{(m-|{\boldsymbol {k}}|)!}}}.

### Geometrische Reihe
Für {\displaystyle -{\boldsymbol {1}}<{\boldsymbol {x}}<{\boldsymbol {1}}} gilt 
{\displaystyle \sum _{|{\boldsymbol {k}}|\geq 0}{\boldsymbol {x}}^{\boldsymbol {k}}={\frac {1}{({\boldsymbol {1}}-{\boldsymbol {x}})^{\boldsymbol {1}}}}}, wobei 
{\displaystyle {\boldsymbol {1}}=(1,\ldots ,1)} ist.

### Binomischer Lehrsatz
Sind {\displaystyle {\boldsymbol {x}},{\boldsymbol {y}}\in \mathbb {C} ^{n}} und ist {\displaystyle {\boldsymbol {m}}\in \mathbb {N} ^{n}}, so gilt
{\displaystyle ({\boldsymbol {x}}+{\boldsymbol {y}})^{\boldsymbol {m}}=\sum _{{\boldsymbol {k}}\leq {\boldsymbol {m}}}{{\boldsymbol {m}} \choose {\boldsymbol {k}}}{\boldsymbol {x}}^{\boldsymbol {k}}{\boldsymbol {y}}^{{\boldsymbol {m}}-{\boldsymbol {k}}}}
bzw. {\displaystyle {\frac {({\boldsymbol {x}}+{\boldsymbol {y}})^{\boldsymbol {m}}}{{\boldsymbol {m}}!}}=\sum _{{\boldsymbol {k}}+{\boldsymbol {j}}={\boldsymbol {m}}}{\frac {{\boldsymbol {x}}^{\boldsymbol {k}}}{{\boldsymbol {k}}!}}{\frac {{\boldsymbol {y}}^{\boldsymbol {j}}}{{\boldsymbol {j}}!}}}.

### Multinomialtheorem
Für {\displaystyle {\boldsymbol {x}}=(x_{1},\ldots ,x_{n})\in \mathbb {R} ^{n}} und {\displaystyle m\in \mathbb {N} } ist
{\displaystyle (x_{1}+\cdots +x_{n})^{m}=\sum _{k_{1}+\cdots +k_{n}=m}{m \choose k_{1},\ldots ,k_{n}}x_{1}^{k_{1}}\cdots x_{n}^{k_{n}}}
bzw. {\displaystyle {\frac {(x_{1}+\cdots +x_{n})^{m}}{m!}}=\sum _{k_{1}+\cdots +k_{n}=m}{\frac {x_{1}^{k_{1}}}{k_{1}!}}\cdots {\frac {x_{n}^{k_{n}}}{k_{n}!}}},
was sich kurz schreiben lässt als {\displaystyle {\frac {|{\boldsymbol {x}}|^{m}}{m!}}=\sum _{|{\boldsymbol {k}}|=m}{\frac {{\boldsymbol {x}}^{\boldsymbol {k}}}{{\boldsymbol {k}}!}}}.

### Leibniz-Regel
Ist {\displaystyle {\boldsymbol {m}}\in \mathbb {N} ^{n}} und sind {\displaystyle f,g\colon \mathbb {R} ^{n}\to \mathbb {R} } m-mal stetig differenzierbare Funktionen, so gilt 
{\displaystyle (fg)^{({\boldsymbol {m}})}=\sum _{{\boldsymbol {k}}\leq {\boldsymbol {m}}}{{\boldsymbol {m}} \choose {\boldsymbol {k}}}f^{({\boldsymbol {k}})}g^{({\boldsymbol {m}}-{\boldsymbol {k}})}}
beziehungsweise 
{\displaystyle {\frac {(fg)^{({\boldsymbol {m}})}}{{\boldsymbol {m}}!}}=\sum _{{\boldsymbol {k}}+{\boldsymbol {j}}={\boldsymbol {m}}}{\frac {f^{({\boldsymbol {k}})}}{{\boldsymbol {k}}!}}{\frac {g^{({\boldsymbol {j}})}}{{\boldsymbol {j}}!}}}.
Diese Identität heißt Leibniz-Regel.
Und sind {\displaystyle f_{1},\ldots ,f_{n}\colon \mathbb {R} \to \mathbb {R} } m-mal stetig differenzierbare Funktionen, so ist 
{\displaystyle {\frac {(f_{1}\cdots f_{n})^{m}}{m!}}=\sum _{|{\boldsymbol {k}}|=m}{\frac {{\boldsymbol {f}}^{({\boldsymbol {k}})}}{{\boldsymbol {k}}!}}},
wobei {\displaystyle {\boldsymbol {f}}^{({\boldsymbol {k}})}=(f_{1},\ldots ,f_{n})^{{\big (}(k_{1}),\ldots ,(k_{n}){\big )}}=f_{1}^{(k_{1})}\cdots f_{n}^{(k_{n})}} ist.

### Cauchy-Produkt
Für Mehrfachpotenzreihen {\displaystyle f({\boldsymbol {z}})=\sum _{|{\boldsymbol {\ell }}|\geq 0}a_{\boldsymbol {\ell }}\,{\boldsymbol {z}}^{\boldsymbol {\ell }}\;,\;g({\boldsymbol {z}})=\sum _{|{\boldsymbol {\ell }}|\geq 0}b_{\boldsymbol {\ell }}\,{\boldsymbol {z}}^{\boldsymbol {\ell }}} gilt 
{\displaystyle f({\boldsymbol {z}})\,g({\boldsymbol {z}})=\sum _{|{\boldsymbol {\ell }}|\geq 0}\left(\sum _{{\boldsymbol {k}}+{\boldsymbol {j}}={\boldsymbol {\ell }}}a_{\boldsymbol {k}}\,b_{\boldsymbol {j}}\right){\boldsymbol {z}}^{\boldsymbol {\ell }}}.
Sind {\displaystyle f_{1}(z)=\sum _{\ell =0}^{\infty }a_{1\ell }z^{\ell }\;,\;\ldots \;,\;f_{n}(z)=\sum _{\ell =0}^{\infty }a_{n\ell }z^{\ell }} Potenzreihen einer Veränderlichen, so gilt {\displaystyle f_{1}(z)\cdots f_{n}(z)=\sum _{\ell =0}^{\infty }\left(\sum _{|{\boldsymbol {k}}|=\ell }a_{\boldsymbol {k}}\right)z^{\ell }}, wobei {\displaystyle a_{\boldsymbol {k}}=a_{1k_{1}}\cdots a_{nk_{n}}} ist.

### Exponentialreihe
Für {\displaystyle {\boldsymbol {z}}=(z_{1},...,z_{n})\in \mathbb {C} ^{n}} gilt {\displaystyle e^{z_{1}+...+z_{n}}=\sum _{{\boldsymbol {k}}\in \mathbb {N} _{0}^{n}}{\frac {{\boldsymbol {z}}^{\boldsymbol {k}}}{{\boldsymbol {k}}!}}}.

### Binomische Reihe
Sind {\displaystyle {\boldsymbol {\alpha }},{\boldsymbol {x}}\in \mathbb {C} ^{n}} und sind alle Komponenten von 
{\displaystyle {\boldsymbol {x}}} betragsmäßig {\displaystyle <1\,}, so gilt {\displaystyle ({\boldsymbol {1}}+{\boldsymbol {x}})^{\boldsymbol {\alpha }}=\sum _{|{\boldsymbol {k}}|\geq 0}{{\boldsymbol {\alpha }} \choose {\boldsymbol {k}}}\,{\boldsymbol {x}}^{\boldsymbol {k}}}.

### Vandermondesche Konvolution
Ist {\displaystyle {\boldsymbol {m}}\in \mathbb {N} ^{n}} und sind {\displaystyle {\boldsymbol {\alpha }},{\boldsymbol {\beta }}\in \mathbb {C} ^{n}}, so gilt
{\displaystyle {{\boldsymbol {\alpha }}+{\boldsymbol {\beta }} \choose {\boldsymbol {m}}}=\sum _{{\boldsymbol {k}}\leq {\boldsymbol {m}}}{{\boldsymbol {\alpha }} \choose {\boldsymbol {k}}}{{\boldsymbol {\beta }} \choose {\boldsymbol {m}}-{\boldsymbol {k}}}=\sum _{{\boldsymbol {k}}+{\boldsymbol {j}}={\boldsymbol {m}}}{{\boldsymbol {\alpha }} \choose {\boldsymbol {k}}}{{\boldsymbol {\beta }} \choose {\boldsymbol {j}}}}.
Ist {\displaystyle m\in \mathbb {N} } und {\displaystyle {\boldsymbol {\alpha }}=(\alpha _{1},...,\alpha _{n})\in \mathbb {C} ^{n}}, so gilt
{\displaystyle {|{\boldsymbol {\alpha }}| \choose m}=\sum _{|{\boldsymbol {k}}|=m}{{\boldsymbol {\alpha }} \choose {\boldsymbol {k}}}}.

### Cauchysche Integralformel
In mehreren Veränderlichen {\displaystyle z_{1},\ldots ,z_{n}\,} lässt sich die cauchysche Integralformel
{\displaystyle {\frac {D^{\boldsymbol {k}}f(z_{1},\ldots ,z_{n})}{{\boldsymbol {k}}!}}={\frac {1}{(2\pi i)^{n}}}\oint _{\partial U_{n}}\cdots \oint _{\partial U_{1}}{\frac {f(\xi _{1},\ldots ,\xi _{n})}{(\xi _{1}-z_{1})^{k_{1}+1}\cdots (\xi _{n}-z_{n})^{k_{n}+1}}}d\xi _{1}\cdots d\xi _{n}}
kurz schreiben als 
{\displaystyle a_{\boldsymbol {k}}:={\frac {D^{\boldsymbol {k}}f({\boldsymbol {z}})}{{\boldsymbol {k}}!}}={\frac {1}{(2\pi i)^{\boldsymbol {1}}}}\oint _{\partial {\boldsymbol {U}}}{\frac {f({\boldsymbol {\xi }})}{({\boldsymbol {\xi }}-{\boldsymbol {z}})^{{\boldsymbol {k}}+{\boldsymbol {1}}}}}\,{\boldsymbol {d\xi }}},
wobei {\displaystyle \partial {\boldsymbol {U}}=\partial U_{1}\times \cdots \times \partial U_{n}} sein soll. Ebenso gilt die Abschätzung {\displaystyle |a_{\boldsymbol {k}}|\leq {\tfrac {M}{{\boldsymbol {r}}^{\boldsymbol {k}}}}}, wobei {\displaystyle \textstyle M=\max _{{\boldsymbol {\xi }}\in \partial {\boldsymbol {U}}}|f({\boldsymbol {k}})|} ist.

### Taylor-Reihe
Ist {\displaystyle f\colon \mathbb {R} ^{n}\to \mathbb {R} } eine analytische Funktion oder {\displaystyle f\colon \mathbb {C} ^{n}\to \mathbb {C} } eine holomorphe Abbildung, so kann man {\displaystyle f} mit Hilfe eines Entwicklungspunktes {\displaystyle {\boldsymbol {z}}_{0}\in \mathbb {R} ^{n}} oder {\displaystyle {\boldsymbol {z}}_{0}\in \mathbb {C} ^{n}} in einer Taylorreihe
{\displaystyle f({\boldsymbol {z}})=\sum _{{\boldsymbol {k}}\in \mathbb {N} _{0}^{n}}{\frac {D^{\boldsymbol {k}}f({\boldsymbol {z}}_{0})}{{\boldsymbol {k}}!}}({\boldsymbol {z}}-{\boldsymbol {z}}_{0})^{\boldsymbol {k}}}
darstellen.

### Hurwitz-Identität
Für {\displaystyle x,y\in \mathbb {C} } mit {\displaystyle x\neq 0} und {\displaystyle {\boldsymbol {a}}=(a_{1},...,a_{n})\in \mathbb {C} ^{n}} gilt
{\displaystyle (x+y)^{n}=\sum _{{\boldsymbol {0}}\leq {\boldsymbol {k}}\leq {\boldsymbol {1}}}x\,(x+{\boldsymbol {a}}\cdot {\boldsymbol {k}})^{|{\boldsymbol {k}}|-1}\,(y-{\boldsymbol {a}}\cdot {\boldsymbol {k}})^{n-|{\boldsymbol {k}}|}}.
Dies verallgemeinert die Abelsche Identität {\displaystyle (x+y)^{n}=\sum _{k=0}^{n}{n \choose k}\,x\,(x+ak)^{k-1}\,(y-ak)^{n-k}}.
Letztere erhält man im Fall {\displaystyle {\boldsymbol {a}}=(a,a,...,a)}.